# Panoramica storica delle notazioni matematiche
La panoramica storica delle notazioni matematiche, oltre a fornire alcune informazioni riguardanti la matematica, cerca di presentare i problemi che hanno accompagnato e che ancora si pongono per la scelta delle notazioni, e come questi siano collegati a questioni di fondo sulle finalità, sulla portata e sui significati della disciplina. Ha quindi grande importanza la scelta delle notazioni.

## Storia
La storia delle notazioni per i numeri interi naturali presenta una serie di difformità e ripensamenti, e solo da qualche secolo registra il prevalere delle notazioni posizionali in base 10, sistema decimale in cui il valore attribuito a una cifra dipende anche dalla sua posizione.
Le prime civiltà si sono servite di repliche di oggetti semplici: sassolini (in latino "calculus", da cui calcolo), conchiglie, nodi su cordicelle, tacche su aste di legno e soprattutto dita delle mani (da cui il termine "digitale"). Con un solo oggetto è tuttavia oneroso esprimere numeri grandi; si sono allora introdotti segni diversi per indicare valori diversi, seguendo il principio di sommazione per giustapposizione.

### Babilonia
Notazioni di questo genere sono le prime notazioni babilonesi; essi aprono l'uso della scala decimale e della sessagesimale (preferita in virtù dell'elevato numero di divisori di 60, utile per i calcoli astronomici). Nell'ambito della pratica scrittura cuneiforme, i Babilonesi sviluppano notazioni evolute, qualificabili come combinazioni elaborate e razionali di segni semplici. Adottano anche il principio di moltiplicazione e di sottrazione e, verso il II secolo a.C., riescono parzialmente a servirsi del formidabile strumento che si è rivelato lo zero, dominando così calcoli complessi, affrontando problemi algebrici e trigonometrici elaborati, compilando tavole astronomiche complete.

### Area mediterranea
Le notazioni numerali degli altri popoli antichi dell'area mediterranea, poco adatte ai calcoli, vedono prevalere la scala decimale; si hanno varianti sensibili per i simboli che favoriscono le difformità. Questo accade anche agli Egizi che possedevano notevoli conoscenze matematiche, ma utilizzano tre forme di notazioni (geroglifica, ieratica e demotica).
Con Fenici, Siriaci ed Ebrei si inizia ad associare alle posizioni delle lettere nell'alfabeto il corrispondente cardinale; questo atteggiamento si rivela poco razionale.
Presso i Greci, fino al V secolo a.C., prevalgono i segni chiamati "erodianici" o "attici", che si servono di 6 iniziali dei nomi dei primi interi e di lettere, o loro combinazioni per rappresentare numeri maggiori. Successivamente, forse per i contatti con i Fenici, prevale una notazione che si serve delle 24 lettere dell'alfabeto e di quattro segni speciali (con il segno M denotante 10,000). In questo caso prevale un simbolismo matematico conciso, ma poco chiarificante e non operativo. Per le notazioni astronomiche i Greci continuano a servirsi delle frazioni sessagesimali dei Babilonesi.

### Impero romano
I Romani, forse influenzati da Etruschi e Greci, usano le notazioni che si servono di poche maiuscole e dei principi di addizione e sottrazione: ad esempio, CCCLVII per 300+50+5+2=357, CIL per 100-1+50=149. Il principio di sottrazione è forte e influenza espressioni verbali come: "undeviginti per 19" e "duodequadraginta per 38". Talora si adotta anche il principio di moltiplicazione: ad esempio, XCII.M per 92,000 e CX.M per 110,000. I multipli di 1000 vengono espressi ponendo una barra sopra il numero delle migliaia, anche se questo favorisce le falsificazioni.
Come le notazioni dei Greci, anche i numeri romani sono inadatti ai calcoli ma, ciò nonostante, in Europa rimangono in uso anche per la contabilità e per esprimere frazioni fino al XVII secolo, ben oltre l'inizio della diffusione dei superiori numerali indo-arabi.

### America
I Maya dell'America centrale, a partire dall'inizio dell'era cristiana, sviluppano notazioni numeriche e cronologiche molto evolute, grazie alla padronanza dello zero, rappresentato tramite il pittogramma di un occhio socchiuso. Seguono la scala vigesimale con una variante: sopra l'unità la ventina ("uinal"), poi 18 "uinal" danno un "tun" di 360 unità (numero vicino ai giorni di un anno), e al di sopra i multipli 7200, 144,000 e 2,880,000. Seguono il principio posizionale, ed esprimono con chiarezza gli interi da 1 a 19 con un punto per 1 e una barra per 5.
Alcuni popoli antichi hanno espresso i numeri con corde munite di nodi. Gli Inca peruviani hanno sviluppato procedimenti elaborati servendosi del quipu (una corda ritorta cui si legano fili di lana colorati, muniti di nodi) che segue la scala decimale, ed hanno codificato anche conoscenze astronomiche complesse.
Gli Aztechi, invece, hanno adottato notazioni pittografiche e la scala vigesimale.

### Cina
Anche gli antichi cinesi codificavano i numeri con corde e nodi. Successivamente hanno adottato tre notazioni diverse: numerali vecchi (adottati anche dai giapponesi), numerali mercantili e numerali scientifici. Questi ultimi si basano su barre verticali e orizzontali: indicano diversamente i numeri da 1 a 9 e quelli da 10 a 90, e riescono a controllare i numeri maggiori seguendo il principio posizionale.

### India
Molto probabilmente le notazioni posizionali con uso dello zero (quello decimale è attualmente prevalente) traggono origine dal sistema di numerazione dell'India del V e VI secolo. Brahmagupta (598ca-670) spiega come operare con lo zero e con numeri positivi (fortune) e negativi (debiti). Documenti indiani più certi sono dell'813 e dell'867.
Gli Arabi nel secolo IX e nel X sanno impadronirsi delle notazioni degli Indù, ma vengono usate notazioni molto diverse da arabi orientali e arabi occidentali ("cifre gobar").

### Europa medievale
I numeri indo-arabi compaiono in Europa per la prima volta in Spagna nel 976. Gerbert d'Aurillac, dopo aver studiato matematica e astronomia in Spagna e prima di diventare papa Silvestro II (999-1003), nel 980ca. presenta il loro utilizzo mediante un abaco.
Le notazioni indo-arabe però incontrano resistenze ed opposizioni; sono diffidenti i mercanti e i banchieri, che temono che esse favoriscano inganni e falsificazioni. Contribuisce alla loro diffusione la traduzione latina intitolata Algoritmi de numero Indorum del testo di aritmetica divulgativa di al Khwarizmi (780ca-850).
Un robusto appoggio viene dal Liber abbaci di Leonardo Pisano, detto "Fibonacci" (1170-1250). Queste notazioni si impongono però solo nel '500-'600.
Le ipotesi sul collegamento fra forma grafica e significato delle cifre utilizzate sono molteplici, ma si basano su ben pochi fatti documentati.

### Europa rinascimentale e moderna
Le notazioni attualmente in uso hanno provenienze diverse: ad esempio, le frizioni fra britannici ed europei continentali hanno ritardata l'adozione in Inghilterra delle notazioni infinitesimali di Leibniz e delle scuole francese e svizzera. Le notazioni, ad esclusione delle pittografiche, varcano le frontiere meno facilmente delle idee. I convenienti segni + e -, evoluti in Germania nel XV secolo sono stati adottati in Francia nel 1550 e in Italia nel 1608, per merito dell'immigrato Clavius.
Una situazione conflittuale che si è manifestata in vari periodi riguarda la scelta fra "esposizione retorica" ed "esposizione simbolica". Gli algebristi italiani espongono i loro risultati in forma "retorica" (ovvero, verbale), con qualche concessione verso l'algebra "sincopata" (adottata già da Diofanto di Alessandria nel IV secolo) con l'uso di abbreviazioni e di simboli loro derivati. L'usanza delle competizioni fra matematici che si sfidano nella risoluzione di equazioni algebriche particolari, e non intendono rivelare i loro procedimenti generali, conduce ad esposizioni "esoteriche", espresse con un linguaggio in chiave, volte a manifestare la superiorità intellettuale dell'autore senza concedere la condivisione delle conoscenze. Ad esempio, Tartaglia (1499-1557) presenta la soluzione di un'equazione di terzo grado in forma metaforica, facendosi carico di esporla in terzine di endecasillabi.
Lo sviluppo dell'algebra rinascimentale però porta a una buona consapevolezza della opportunità di servirsi di simboli significativi, e agli sviluppi del simbolismo di François Viète e dei successori. "Retorici" e "simbolisti" si contrappongono nelle esposizioni della geometria di base: dopo le prime edizioni degli Elementi di Euclide senza simboli, si sviluppa la tendenza al simbolismo con Pierre Hérigone, William Oughtred e Johann Heinrich Rahn (sec XVII), ed alla marcata schematizzazione delle dimostrazioni. Thomas Hobbes sostiene che i simboli del trattato di John Wallis, allievo di Oughtred, sulle sezioni coniche abbrevino l'esposizione ma la rendono meno comprensibile; ma Isaac Barrow pubblica una nuova edizione degli Elementi con abbondante simbolismo, anche per avere un volume più compatto e commerciabile.

### Europa contemporanea
Verso la fine del Settecento si hanno edizioni degli Elementi e considerazioni metodologiche più equilibrate, ma in Inghilterra la polemica prosegue fino al 1900. Mentre l'uniformità delle notazioni è stata il sogno di molti matematici (un nome per tutti, Leibniz), il prevalente individualismo ha invece contribuito alla difformità delle scritture. Intorno al 1900 sono stati effettuati alcuni tentativi di standardizzazione, con scarso successo: un comitato per uniformare le notazioni per il calcolo vettoriale, costituito nel 1889, si è sciolto con la prima guerra mondiale, senza aver formulato proposte incisive. In questo periodo hanno, invece, avuto successo movimenti di standardizzazione in discipline limitrofe: astronomia, scienze attuariali, fisica, elettrotecnica, eccetera.

## Notazioni per altre entità matematiche
Le notazioni matematiche hanno evoluzioni travagliate, con modifiche e motivazioni delle quali si è persa quasi ogni traccia; si possono fare solo generalizzazioni empiriche. Molti simboli derivano da abbreviazioni di parole e sono motivati dalla opportunità di evitare, con la concisione, i lunghi giri di frase dispersivi; tra le iniziali che si sono imposte: "p"; per peripheria del cerchio unitario, "d" per differentia, "i" per immaginario. Tra le abbreviazioni di largo uso vi sono "lim" per il limite, "log" per il logaritmo in base 10, "exp" per la e, "sin" per la funzione seno, "cos" per la funzione coseno, "tan" per la funzione tangente, "sec" per la funzione secante.
Molte abbreviazioni vengono modificate per assumere forme di maggiore evidenza, spesso florescenti, e per passare per simboli ideografici. Esempi sono "+" derivato da et, il segno di integrale "∫" da summa, tilde allungata per similis.
Si usano poi simboli pittografici come quelli che indicano triangolo, quadrato, cerchio, parallelismo, angolo. Si possono invece considerare simboli ideografici le parentesi "( )" indicanti aggregazione, "=" per uguaglianza, i segni per quindi e dato che e l'uso di lettere per denotare numeri generici e grandezze indefinite o incognite. Molti simboli si propongono di rendere più evidenti alla mente relazioni logiche e concetti.
Altri sono dovuti a motivi pratici: la "x" per la moltiplicazione è stata adottata dai tipografi, che si sono limitati a ruotare il punzone del "+". Le invenzioni documentate sono state prevalentemente individualistiche, e fino agli anni più recenti raramente si sono cercati accordi sull'adozione di simboli che potessero soddisfare ampie comunità. Fa eccezione Leibniz che, in accordo con il suo programma finalizzato all'individuazione di un linguaggio che riducesse i ragionamenti a calcoli formali ("Characteristica universalis"), ha mantenuto contatti con i maggiori matematici del suo tempo con lo scopo di individuare simboli ampiamente accettabili. Un pregio di alcuni simboli è l'adattabilità al progredire delle conoscenze: ad esempio, il segno di integrale è stato in grado di arricchirsi per denotare integrali definiti. Altro pregio è la capacità di stimolare indagini che permettano generalizzazioni: è il caso dell'esponente delle potenze, prima solo intero positivo, poi reale e complesso. Tra gli inventori di simboli, solo Eulero e Leibniz vantano molti simboli sopravvissuti.

## Le notazioni matematiche con le nuove tecnologie
Nei tempi più recenti, lo sviluppo delle ICT porta nuovi problemi e nuove opportunità anche per la documentazione matematica. Notevole influenza ha avuto la diffusione del sistema tipografico TeX, creato da Donald Knuth a partire dagli ultimi anni settanta: questo prodotto software ha reso sempre più praticata la tipografia matematica personale ad alto livello, contribuisce a ridurre le difformità nella redazione delle formule, ed ha favorito la circolazione di conoscenze matematiche attraverso canali digitali.
Con la crescita del World Wide Web vengono sviluppati ampi contenitori di conoscenze matematiche online, come l'enciclopedia MathWorld di Eric Weisstein e la On-Line Encyclopedia of Integer Sequences di Neil Sloane.
Si sviluppano riviste elettroniche e iniziative per le Open Digital Libraries, grandi archivi di documenti accessibili in Rete: Digital Mathematical Library è il progetto internazionale per la messa in Rete di tutta la letteratura matematica.
Nel 1997, nell'ambito del Consorzio W3C, viene avviata la definizione di MathML, un linguaggio applicazione di XML per l'inserimento di formule matematiche nelle pagine Web. Dal 2002 iniziano a definirsi progetti di Mathematical Knowledge Management. Tutte queste iniziative affrontano i problemi di standardizzazione delle notazioni matematiche.
In questi sviluppi hanno ruoli di rilievo anche attori industriali: i sistemi CAS per il calcolo numerico, simbolico e grafico (come Mathematica e Maple) tendono ad imporre propri simboli, in particolare sigle che corrispondono ad identificatori di loro routine.